# Меррік (округ, Небраска)
Шаблон:StateAbbr_ 41°10′ пн. ш. 98°02′ зх. д. / 41.17° пн. ш. 98.03° зх. д.
Округ Меррік (англ. Merrick County) — округ (графство) у штаті Небраска, США. Ідентифікатор округу 31121.

## Історія
Округ утворений 1858 року.

## Демографія
За даними перепису 
2000 року 
загальне населення округу становило 8204 осіб, зокрема міського населення було 3283, а сільського — 4921.
Серед мешканців округу чоловіків було 4017, а жінок — 4187. В окрузі було 3209 домогосподарств, 2308 родин, які мешкали в 3649 будинках.
Середній розмір родини становив 2,99.
Віковий розподіл населення поданий у таблиці:
| Стать    | До 15 років | 15-21 | 22-29 | 30-39 | 40-49 | 50-65 | 65-85 | Понад 85 |
| -------- | ----------- | ----- | ----- | ----- | ----- | ----- | ----- | -------- |
| Чоловіки | 910         | 386   | 314   | 533   | 598   | 676   | 535   | 65       |
| Жінки    | 921         | 348   | 292   | 532   | 589   | 668   | 649   | 188      |

## Суміжні округи
- Ненс — північ
- Платт — північний схід
- Полк — схід
- Гамільтон — південь
- Голл — південний захід
- Говард — захід

## Виноски
1. ↑  US Decennial Census. US Census Bureau. Архів оригіналу за 12 травня 2015. Процитовано 9 грудня 2014.
2. ↑  Historical Census Browser. University of Virginia Library. Архів оригіналу за 11 серпня 2012. Процитовано 9 грудня 2014.
3. ↑  Population of Counties by Decennial Census: 1900 to 1990. US Census Bureau. Архів оригіналу за 27 квітня 2015. Процитовано 9 грудня 2014.
4. ↑  Census 2000 PHC-T-4. Ranking Tables for Counties: 1990 and 2000 (PDF). US Census Bureau. Архів оригіналу (PDF) за 18 грудня 2014. Процитовано 9 грудня 2014.
5. ↑  State & County QuickFacts. US Census Bureau. Архів оригіналу за 7 червня 2011. Процитовано 21 вересня 2013.(англ.) Наведено за англійською вікіпедією.
6. ↑  American FactFinder. Бюро перепису населення США. Архів оригіналу за 26 лютого 2012. Процитовано 31 січня 2008.

| США | Це незавершена стаття з географії США. Ви можете допомогти проєкту, виправивши або дописавши її. |